# Joseph Pevney
Joseph Pevney (15 de septiembre de 1911 – 18 de mayo de 2008) fue un director cinematográfico y televisivo de nacionalidad estadounidense.

## Biografía
Nacido en Nueva York, Estados Unidos, era hijo de un relojero de origen judío. Pevney inició su trayectoria artística en el vodevil en 1924. Aunque odiaba el vodevil, amaba al teatro, y por ello desarrolló una carrera como actor teatral que le llevó a trabajar en obras como Home of the Brave, The World We Make, Key Largo, Golden Boy y Nature Son. 
A continuación hizo una corta carrera como actor cinematográfico, destacando de entre sus actuaciones la que llevó a cabo en 1947 en el film de tema pugilístico Cuerpo y alma, en el cual encarnaba a Shorty Pulaski. Antes de dedicarse al cine, había servido en el Signal Corps del Ejército durante la Segunda Guerra Mundial, actuando después de la misma un tiempo en el teatro. 
Con posterioridad, Pevney llegó a ser un prolífico director cinematográfico y televisivo, con una carrera en la que realizó más de 80 producciones entre 1950 y 1984. Entre sus películas se incluyen Female on the Beach (1955, con Joan Crawford y Jeff Chandler), Tammy and the Bachelor (1957, con Debbie Reynolds y Leslie Nielsen), Man of a Thousand Faces (1957, con James Cagney), The Crowded Sky (1960), y westerns como The Plunderers (1960).
Pevney también dirigió numerosos episodios de destacadas series televisivas, incluyendo Bonanza, Star Trek: La serie original, The Paper Chase, y Trapper John M.D.. Cooperó con Marc Daniels en la dirección de buena parte de los episodios originales de Star Trek, incluidos algunos de los favoritos del público como "El diablo en la oscuridad, "Arena", "La ciudad al fin de la eternidad", "La época de Amok", y "Los tribbles y sus tribulaciones". Continúó con su trabajo como director televisivo en los años 1970 y 1980, retirándose en 1986. 
Joseph Pevney falleció en 2008 en Palm Desert, California, Estados Unidos. Se había casado tres veces, la primera de ellas con la actriz Mitzi Green, con la que tuvo cuatro hijos.

## Filmografía

### Director

#### Cine
- 1950: Shakedown
- 1950: Undercover Girl
- 1951: Air Cadet
- 1951: Iron Man
- 1951: The Lady from Texas
- 1951: The Strange Door
- 1952: Meet Danny Wilson
- 1952: Flesh and Fury
- 1952: Just Across the Street
- 1952: Because of You
- 1953: Desert Legion
- 1953: It Happens Every Thursday
- 1953: Back to God's Country
- 1954: Yankee Pasha
- 1954: Playgirl
- 1954: El rey del circo
- 1955: Six Bridges to Cross
- 1955: Foxfire
- 1955: Female on the Beach
- 1956: Congo Crossing
- 1956: Away All Boats
- 1957: Istanbul
- 1957: Tammy and the Bachelor
- 1957: The Midnight Story
- 1957: Man of a Thousand Faces
- 1958: Twilight for the Gods
- 1958: Torpedo Run
- 1960: Cash McCall
- 1960: The Crowded Sky
- 1960: The Plunderers
- 1961: Portrait of a Mobster
- 1966: The Night of the Grizzly

#### Televisión
- 1959: Destination Space
- 1962: Going my Way (episodios "A Saint for Momma"-"Keep an Eye on Santa Claus"-"A Man for Mary"-"Back to Ballymora")
- 1962: El virginiano
- 1964: The Munsters
- 1968: Adam-12
- 1969: Marcus Welby, M.D.
- 1971: The Partners
- 1971: Cade's County
- 1972: Search
- 1973: My Darling Daughters' Anniversary
- 1974: Petrocelli
- 1975: Who Is the Black Dahlia?
- 1975: Mobile One
- 1976: Executive Suite
- 1977: The Hardy Boys Mysteries
- 1977: The Hardy Boys/Nancy Drew Mysteries
- 1978: La isla de la fantasía
- 1978: Grandpa Goes to Washington
- 1978: The Paper Chase
- 1979: The Secret Empire
- 1979: Mysterious Island of Beautiful Women
- 1980: Hagen
- 1980: Palmerstown, U.S.A.
- 1984: Contract for Life: The S.A.D.D. Story

### Actor
- 1946: Nocturne, de Edwin L. Marin.
- 1947: Cuerpo y alma, de Robert Rossen.
- 1948: The Street with No Name, de William Keighley.
- 1949: Thieves' Highway, de Jules Dassin.
- 1950: Outside the Wall, de Crane Wilbur.
- 1950: Shakedown, de Joseph Pevney.

### Productor
- 1960 : The Plunderers

### Guionista
- 1954 : El rey del circo